# Gunung Kapal
Gunung Kapal är ett berg i Indonesien.   Det ligger i provinsen Aceh, i den västra delen av landet, 1 700 km nordväst om huvudstaden Jakarta. Toppen på Gunung Kapal är 2 783 meter över havet, eller 158 meter över den omgivande terrängen. Bredden vid basen är 4,3 km. Gunung Kapal ingår i Pegunungan Pase.
Terrängen runt Gunung Kapal är bergig västerut, men österut är den kuperad.Runt Gunung Kapal är det tätbefolkat, med 511 invånare per kvadratkilometer. I omgivningarna runt Gunung Kapal växer i huvudsak städsegrön lövskog.